# Lacroix-Nunatak
Der Lacroix-Nunatak ist ein 75 m hoher, gebirgskammähnlicher Nunatak auf einer Endmoräne an der Küste des ostantarktischen Adélielands. Er ragt unmittelbar südlich einer Zone niedriger Felsenrücken auf, die 3 km südwestlich des Kap Margerie aus der Eisdecke hervorragen.
Teilnehmer der British Australian and New Zealand Antarctic Research Expedition (BANZARE, 1929–1931) unter der Leitung des australischen Polarforschers Douglas Mawson entdeckten ihn 1931 im Irrglauben, es handele sich um einen 300 m hohen Berggipfel. Mawson benannte diesen nach dem französischen Mineralogen und Geologen Antoine Lacroix (1863–1948). Luftaufnahmen entstanden bei der US-amerikanischen Operation Highjump (1946–1947). Teilnehmer einer von 1949 bis 1951 dauernden französischen Expedition nahmen eine Vermessung vor und errichteten hier eine astronomische Beobachtungsstation.